# Robert Schoemacher
Robert Schoemacher (Rijswijk, 13 maart 1958) is een Nederlands arts.

## Opleiding en werk
Schoemacher volgde het Coornhert Gymnasium te Gouda waar hij in 1977 zijn diploma behaalde en studeerde geneeskunde aan de Universiteit van Amsterdam waar hij in 1987 afstudeerde als basisarts. Hierna was hij AGIO (arts-geneeskundige in opleiding) op de afdeling chirurgie in het Onze Lieve Vrouwe Gasthuis te Amsterdam in 1987 en 1988 en vervolgens in het Spaarne Ziekenhuis te Heemstede van 1988 tot 1989. Hierna volgde hij zijn vader op als directeur van het Medisch Centrum Scheveningen te Den Haag. In mei 2009 moest deze kliniek surseance van betaling aanvragen. In juli 2009 werd het Medisch Centrum Scheveningen onderdeel van het Bergman concern. Schoemacher werd Directeur P.R. van Bergman Beauty Clinics. Sinds 2013 is Schoemacher werkzaam bij Perfect Age Centers Baarn en Wassenaar.

## Kliniek
Schoemacher houdt zich bezig met cosmetische geneeskunde, lasergeneeskunde en injectables en verscheen in talloze televisieprogramma’s als bekende Nederlander. In 2006 opende Schoemacher een eigen kliniek te Amstelveen en lanceerde daarbij in 2008 onder zijn eigen label een cosmetica-crèmelijn die landelijk te koop is.

## Berisping
In 2006 kreeg Schoemacher een berisping gekregen van het Centraal Tuchtcollege voor de Gezondheidszorg omdat hij de titel cosmetisch chirurg zou hebben gebruikt, terwijl hij alleen de opleiding tot basisarts had afgerond. Inmiddels hanteert hij de titel van chirurg niet meer. Zelf beweert Schoemacher die titel nooit gebruikt te hebben, en zegt hij dat alleen een journalist hem ooit zo noemde.

## Nevenactiviteiten
Schoemacher is van 1996 tot 2001 voorzitter geweest van de Nederlandse Raad van Particuliere Klinieken (NRPK) en van 2001 tot 2008 bestuurslid voor de sectie cosmetische chirurgie van Zelfstandige Klinieken Nederland (ZKN). In 2004 deed Schoemacher mee aan televisieprogramma Bobo's in the Bush, waarin hij tweede werd en in de finale verloor van Anouk van Nes. Schoemacher eindigde op de vierde plaats bij De Nationale Bijbeltest 2008 met een 5,8. In 2014 was Schoemacher kandidaat in Atlas Suriname.

## Boeken
- Schoonheid zit van buiten (1998)
- Als je haar maar goed zit (2003)
- Winkler Prins Medische Encyclopedie (2001), coauteur
- Perfect Age (2006), coauteur, samen met Roy Martina

## Personalia
Schoemacher is getrouwd met schrijfster Claudia van Zweden. Hij heeft uit een eerste huwelijk een zoon, uit een relatie een dochter en uit zijn tweede huwelijk ook een dochter.